# Erich Harnack

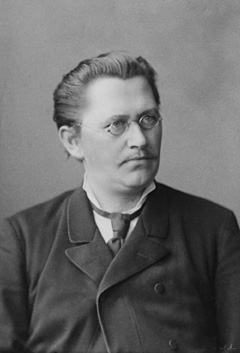
Erich Harnack

Erich Harnack (* 28. Septemberjul. / 10. Oktober 1852greg. in Dorpat; † 24. April 1915 in Halle an der Saale) war Professor der Pharmakologie und physiologischen Chemie und leitete 35 Jahre das Pharmakologische Institut der Universität Halle.

## Leben
Er war der Sohn des Dorpater Professors der praktischen Theologie Theodosius Harnack, der 1853 an die Universität Erlangen berufen wurde, und der jüngere Bruder des Kirchenhistorikers Adolf Harnack und des Mathematikers Axel Harnack. Der hingerichtete Widerstandskämpfer gegen den Nationalsozialismus Arvid Harnack (1901–1942) und dessen Bruder Falk (1913–1991), Regisseur und ebenfalls Widerstandskämpfer, waren seine Neffen.
Ab 1869 studierte er Medizin an der Kaiserlichen Universität Dorpat. Dort wurde er 1873 mit der Dissertation Zur Pathogenese und Therapie des Diabetes mellitus promoviert und 1880 an der Universität Leipzig habilitiert. Im Oktober 1880 erhielt er die Berufung an die Universität Halle, wo er bis zu seinem Tod lehrte. Seine letzten Lebensjahre waren aber zunehmend von Krankheit gezeichnet, sodass er sich oft in den Vorlesungen vertreten lassen musste und nicht mehr selbst ins Labor konnte.

## Werk

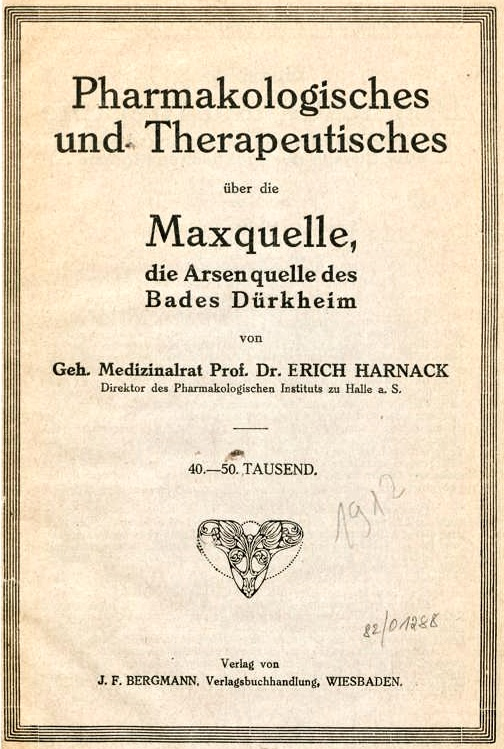
Titelblatt einer Publikation von Professor Erich Harnack

Harnack erwarb sich bleibende Verdienste um die Entwicklung der Pharmakologie in Mitteldeutschland. Seine zahlreichen Publikationen hatten allgemeine Bedeutung für die Medizin seiner Zeit.

## Ehrungen
- Roter Adlerorden 3. Klasse
- Kronenorden 3. Klasse

## Veröffentlichungen (Auswahl)
- Die Dosen unserer officinellen und neu eingeführten Arzneimittel, als Leitfaden für den Unterricht sowie zur Erleichterung der Einübung zusammengestellt. Niemeyer, Halle a. S 1891, urn:nbn:de:hbz:061:2-14600.
- Pharmakologisches und Therapeutisches über die Maxquelle, die Arsenquelle des Bades Dürkheim. Bergmann, Wiesbaden 1912, urn:nbn:de:hbz:061:2-19515.